# Gheorghe Petre Govora
Gheorghe Petre Govora (n. 23 aprilie 1910, Orlești, județul Vâlcea – d. 3 martie 2012, Onești, județul Bacău) a fost un preot, arheolog și scriitor român.

## Repere biografice
Gheorghe Petre-Govora s-a născut la 23 aprilie 1910, în com. Orlești, jud. Vâlcea. După terminarea școlii primare în satul natal, în anul 1922 a intrat prin concurs la Seminarul „Sf. Nicolae” din Râmnicu Vâlcea.
În anul 1931 s-a căsătorit cu învățătoarea Elisabeta Diaconu. La 13 iulie, în același an, a fost hirotonit preot și primește parohia Sf. Nicolae din Govora sat, pe care a slujit-o mai bine de 60 de ani.
În anul 1932 a înființat Căminul Cultural din Govora sat, pe care l-a coordonat mulți ani.
A urmat studiile universitare teologice la Cernăuți – Suceava. Absolvă Seminarul Pedagogic Iași cu specialitatea istorie.
Între anii 1942 – 1943 a  mers ca preot misionar pentru a reclădi și reface bisericile ortodoxe din Transnistria.
În anul 1950 a terminat Facultatea de Istorie la Suceava.
A fost membru activ al Institutului de Tracologie al Academiei Române, în cadrul căruia a susținut și publicat în țară și străinătate peste 100 de comunicări și lucrări științifice, ocupând astfel un loc meritoriu în Bibliografia Istorică a Academiei Române.
Ca rod al cercetărilor de teren, sondajelor și săpăturilor arheologice sistematice efectuate în cei peste 35 de ani în nordul Olteniei, a înființat în anul 1973 Muzeul de Arheologie din Băile Govora.

## Activitatea arheologică
A pus bazele unei vaste colecții proprii consacrată sub denumirea de "Colecția de arheologie, carte și artă veche românească", care avea să devină muzeu public la Băile Govora, intrând în circuitul instituțiilor cultural-educative ale județului Vâlcea.

## Muzeul de arheologie și artă religioasă
În anul 1973, autoritățile din Govora îi pun la dispoziție fosta vilă Dr. Țăranu, pentru organizarea Muzeului de arheologie și artă religioasă , vizitat la 9 iulie 1974 și de Patriarhul Iustinian Marina. În anul 1977, muzeul se mută în fosta Vilă Pănciulescu din Str. Tudor Vladimirescu nr. 109, iar din anul 2014 colecția se află în sediul renovat al fostei Vile Alexandru Iliescu situată pe Strada Sfatului nr. 14.
Patrimoniul expus aici a fost adunat în exclusivitate de preotul Gheorghe Petre, ajutat de prieteni și colaboratori, reputați arheologi precum Al. Vulpe, P. Roman, D. Berciu, Gh. Bichir.
Colecția de arheologie cuprinde peste 4000 de piese, începând cu perioada preglaciară, reprezentată prin exponate fosile de mamut, ursus arcticus și ursus spelaeus, din Paleoliticul Superior, Epoca Neolitică, perioada de tranziție spre bronz, începutul și Epoca Bronzului Clasic, prima și a doua Epoca a Fierului, precum și un bogat material arheologic ce documentează formarea, continuitatea și prezența poporului român în hotarele lui firești.
Dintre materialele arheologice mai importante trebuie amintite cele din Neoliticul Timpuriu, specific Culturii Criș, provenind de pe Valea Răii, Ocnele Mari, reprezentat prin ceramică, ceramică pictată, unelte casnice, arme de vânătoare, plastică și râșnițe manuale. Perioada de tranziție este ilustrată prin ceramică de tip Coțofeni, ales ornamentată, idoli zoomorfi și unelte din rocă dură. Pentru începutul și epoca bronzului clasic, colecția adăpostește un bogat material arheologic caracteristic Culturilor Glina, Orlești și ceramica Culturii Verbicioara.
Epoca daco-romană de etnogeneză și de continuitate este reprezentată prin exponate provenind în special din așezarea de la Stolniceni (Buridava romană), Căzănești, Ocnele Mari, Râureni și Govora-Sat.
La etaj se află expoziția de artă bisericească (icoane pe lemn și sticlă) și carte veche românească, conținând peste 85 de exemplare, printre care remarcăm Cazania lui Varlaam (1643), Pravila Mare de la Târgoviște, Biblia lui Șaguna (1858), Liturghier tipărit de Antim Ivireanul (1713).

## Fereastra sufletului
Într-una din numeroasele săpături arheologice pe care le-a făcut, Petre-Govora a descoperit un mormânt de incinerație care data din perioada 2000 î.Hr.
„Incinerația era așezată într-o oală mare, de vreo 80 cm înălțime. Am găsit oala așezată cu gura în jos, protejată de lespezi de piatră. În ea erau prezente cenușă și oase calcinate. La circa 10 cm de bază, oala avea o gaură. S-a putut constata prin cercetările de laborator, că perforarea a fost executată după arderea vasului. Asta înseamnă că era una din oalele deja confecționate, care abia pe urmă a fost găurită și folosită ca vas-urnă” 
Gheorghe Petre-Govora este primul cercetător care a demonstrat că acea perforație este „fereastra sufletului”. La nici un gânditor nu întâlnim această expresie. Este un concept care-i aparține în totalitate.
Astfel, o practică ritualică legată de moarte, la fel ca și ceremonialul înmormântării, sunt construite pe convingerea că sufletul omului părăsește trupul, iar după ce stă un timp pe lângă casă, pornește pe drumul fără întoarcere și se înalță la cer. O astfel de secvență este faptul că fereastra din camera mortului se deschide pentru ca sufletul să iasă.

## Distincții
Distins în iulie 1974 de Patriarhul Iustinian Marina cu Crucea Patriarhală.
În anul 2004 i s-a acordat Ordinul „Meritul Cultural” în grad de „Cavaler”, cat. E.
La 30 iunie 2010, la venerabila vârstă de 100 de ani, i se acordă titlul de Cetățean de onoare al județului Vâlcea.

### Drept între popoare
"Cine salvează o singură viață, salvează o lume întreagă." Sunt cuvintele din Talmud inscripționate pe medalia "Drept între Popoare", care i-a fost conferită în martie 2004 preotului Gheorghe Petre. Este primul preot ortodox roman care primește cea mai înaltă distincție acordată de statul Israel unui neevreu. Titlul, constând într-o medalie și o diplomă onorifică emise de Institutul Yad Vashem din Ierusalim, i-a fost înmânat preotului de ambasadorul Israelului la București, Rodica Radian-Gordon, în cursul unei ceremonii care s-a bucurat de prezența Patriarhului Teoctist în cadrul somptuos al Palatului Patriarhiei.
Institutul Yad Vashem din Ierusalim pentru eternizarea memoriei evreilor uciși în perioada Holocaustului a inițiat, în 1953, programul "Hasid Umot Olam" de identificare a neevreilor salvatori și de onorare a lor prin acordarea titlului de "Drept între popoare". Celor recunoscuți - sau urmașilor lor - li se acordă, în cadrul unor ceremonii oficiale în țările lor, o diplomă de onoare. Numele lor este trecut pe Panoul de onoare din Grădina "Drepților între popoare" de la Yad Vashem.
Între ei se află și 108 români repartizați astfel de Institut: 49 din Romania și 59 din Republica Moldova.

## Mărturii ale personalităților contemporane
În devenirea spiritului creator al Vâlcii în secolul recent încheiat, preotul Gheorghe Petre-Govora aparține generației întemeietorilor, o generație de cărturari – dascăli și preoți – formați la temeinica școală dintre cele două războaie mondiale. După îndelungate și răbdătoare acumulări, aceștia au așezat temeliile unor ctitorii culturale durabile. Părintele Petre de la Govora, ca și alți colegi de generație, a preferat unei potențiale cariere universitare sau ascensiunii sociale, apostolatul cultural, cultivat cu modestie, adeseori în anonimat, dar cu o fervoare a spiritului și cu o tenacitate a faptei care i-a dat puterea de a împlini, chiar într-un colț de provincie, o operă exemplară. Opera părintelui Petre de la Govora demonstrează cu argumente, că Vâlcea constituie o vatră a etnogenezei, continuității și statorniciei poporului român în acest spațiu.
Prof.dr.Gheorghe Deaconu
În adevăr, arheologia este disciplina istorică pentru care Părintele Gh. Petre-Govora a dovedit cea mai constantă și fructoasă înclinare. Și-a descoperit această pasiune și i-a dedicat, mai ales în anii ’60-’70, la o vârstă la care cei mai mulți oameni se gândesc la odihna pensiei, timpul și energia sa. Colaborarea cu profesorii de la Universitatea București (D. Tudor, D. Berciu) și cu cercetătorii de la Institutul de Arheologie (Gh. Bichir, Al. Vulpe, C. C. Petolescu, Em. Moscalu, ș.a.) a fost prolifică. Nu este deci de mirare că Pr. Gh. I. Petre-Govora și-a publicat cele mai multe contribuții în prestigioasa revistă de specialitate a Academiei Române, «Studii si Cercetări de Istorie Veche și Arheologie». Pe această cale, descoperirile sale au intrat în marele circuit științific, chiar și cel internațional, iar o importantă descoperire făcută de autor la Govora a devenit stațiunea eponimă a grupei culturale Govora, din epoca târzie a bronzului, definită sub acest nume de profesorul berlinez Bernhard Hansel.
Prof. dr. Mircea Babeș – Universitatea București

## Lista publicațiilor de arheologie și istorie antică
1. Urme romane necunoscute la Ocnele Mari, SCIV 17, 1966, 1, p. 171-176;
2. O fibulă „digitată” descoperită în comuna Buleta (r. Rm. Vâlcea), SCIV 18, 1967, 1, p. 185 – 188;
3. Ceramica decorată prin împunsături succesive (r. Rm. Vâlcea), SCIV 18, 1967, 4, p. 645 – 654;
4. Cuptor de olar cu vase dacice și romane la Buridava, SCIV 19, 1968, 1, p. 147 – 158;
5. Topoare-ciocan de minerit din epoca bronzului, descoperite în nordul Olteniei, SCIV 19, 1968, 2, p. 279 – 282;
6. Tezaur monetar de la Ioneștii Govorii (condițiile de descoperire), SCN I, 1968, p. 207 – 208 (o informație referitoare la acest tezaur a apărut și în „Revista italiana di numismatica e scienze affini”, XVII, p. 211);
7. Dovezi de locuire neolitică în județul Vâlcea, RevMuz 6, 1969, 2, p. 153 – 158;
8. Descoperiri arheologice din epoca fierului în județul Vâlcea, Materiale 9, 1970, p. 467 – 489;
9. Contribuții la cunoașterea culturii Coțofeni în nord-estul Olteniei, SCIV 21, 1970, 3, p. 481 – 488;
10. Necropola și așezarea din epoca fierului de la Gătejești (com. Govora, jud. Vâlcea), SCIV 22, 1971, 4, p. 557 – 565;126 Omagiu 4
11. Cu privire la proveniența tezaurului monetar de la Copăceni, SCN 6, 1975, p. 167 – 172;
12. O fibulă digitată din nordul Olteniei, SCIVA 27, 1976, 1, p. 115 – 118 (în colaborare cu A. Stoican);
13. Noi descoperiri de topoare de aramă în județul Vâlcea, SCIVA 27, 1976, 2, p. 261 – 266;
14. Continuitatea daco-romană în nordul Olteniei în sec. IV-VI e.n., în lumina noilor descoperiri arheologice și numismatice, Drobeta 2, 1976, p. 112 – 116;
15. Aspecte ale începutului epocii bronzului în nord-estul Olteniei, Buridava 2, 1976, p. 7-33;
16. Cercetări arheologice în zona de sud-vest a județului Dolj, Drobeta 3, 1978, p. 108 – 113;
17. Prototracii, viețuitori ai meleagurilor vâlcene, „Orizont”, 2 martie 1978;
18. Tracii, viețuitori ai ținuturilor vâlcene, „Orizont”, 21 iulie 1978;
19. Așezări rurale din sec. II – IX descoperite în județul Vâlcea, ActaMN 16, 1979, p. 577 – 592;
20. Contribuții la cunoașterea tipului monetar cu chip ianiform, Buridava 3, 1979, p. 144 – 151;
21. Mărturii arheologice și numismatice privind perioada traco-getică în nord-estul Olteniei, în vol. Pagini de istorie și cultură vâlceană, Râmnicu Vâlcea, 1979;
22. Burii, Buridava, Burebista, „Orizont”, 4 iulie 1980;
23. Contributions à l’étude de la fin du Bronze et du commencement du Hallstatt dans le nord- est de l’Olténie, în Actes du II e Congrès international de Thracologie (Bucarest 4 – 10 septembre 1976), I. Histoire et archéologie, București 1980, p. 137 – 142;
24. Noi descoperiri aparținând culturii Coțofeni în nord-estul Olteniei, Buridava 4, 1982, p. 9 – 26;
25. Vâlcea, vatră de viețuire milenară a patriei noastre, în Studii vâlcene 5, 1982, p. 9 – 17;
26. Der hallstattzeitliche Depotfund von Bistrița, Județul Vâlcea, Rumänien, PZ 58, 1983, 1, p. 127 – 140 (în colaborare cu A. Vulpe);
27. Un orizont hallstattian timpuriu în nord-estul Olteniei, Thraco-Dacica 4, 1983, p. 85 – 95;
28. Noi topoare de aramă din nord-estul Olteniei (II), SCIVA 34, 1983, 3, p. 287 – 289;
29. Asupra începuturilor epocii bronzului în nordul Olteniei, Symposia Thracologica 1, Craiova, 1983, p. 3 – 4;
30. Contribuții la cunoașterea istoriei vechi a județului Vâlcea, Studii vâlcene 2, 1985, p. 7-32;
31. Apărătoare de braț în mediul culturii Glina, SCIVA 36, 1985, 4, p. 346 – 350;
32. Vâlcea. Muzee și monumente, Râmnicu Vâlcea 1986 (36 p., hartă, fotografii) (colaborare):
33. Asupra problemelor culturii Glina în nord-estul Olteniei, Thraco-Dacica 7, 1986, p. 154 – 166;
34. Decebal, regele erou al Daciei, în Îndrumător bisericesc misionar și patriotic 4, Râmnicu Vâlcea, 1987, p. 25 – 29;
35. Asupra evoluției culturii tracice Verbicioara, Symposia Thracologica 5, Miercurea-Ciuc,1987, p. 117;
36. Descoperiri arheologice din Oltenia privind epoca timpurie a bronzului, Thraco-Dacica 9, 1988, p. 137 – 147;
37. Evoluția culturii Verbicioara (fazele III+IV+V), Symposia Thracologica 7, Tulcea, 1989, p. 254 – 256;
38. O preistorie a nord-estului Olteniei, Editura Petras, Râmnicu Vâlcea, 1995 (90 p. + 75 fig. + 2 hărți);
39. Govora. De la primii oameni la contemporani, Editura Petras, Râmnicu Vâlcea, 2001 (171 p., cu numeroase figuri – fotografii și desene – în text).

## Cărți publicate
1. O preistorie a Nord-Estului Olteniei, Editura Petras, Rm. Vâlcea, 1995, 90 p + 75 pliante + 2hărți.
2. Govora - de la primii oameni la contemporani, Rm. Vâlcea, Editura Petras, 2001, 171p.
3. Aureii imperiali în Dacia romană, Rm. Vâlcea, 2004.
4. Pravila bisericească de la Govora (o aducere la zi a Pravilei Mici, care a ieșit de sub teascurile tiparniței de la Mănăstirea Govora în 1640 și a fost revizuită și publicată cu caractere latine, de Academia Română în 1884).
5. Flacăra memoriei. Dialog cu preotul și arheologul Gheorghe Petre-Govora, autor Eugenia Vasile, Editura Petras, Rm. Vâlcea, 2005. ISBN 973-97297-2-6,  CIP nr.68467/02.06.2005